# Martha Grossenbacher
Martha Grossenbacher-Derby (Paramaribo, 31 augustus 1959) is een voormalige Nederlandse atlete, die gespecialiseerd was in de sprint. Ze werd viermaal Nederlandse kampioene in deze discipline. Ook heeft ze het Nederlandse record in handen op de 4 x 200 m estafette voor clubteams. Na haar huwelijk met de Zwitserse speerwerper Fred Grossenbacher in 1986 verhuisde zij naar Zwitserland en kwam zij voortaan uit voor dat land. Ze veroverde in haar tweede vaderland tussen 1987 en 1994 ook nog eens acht nationale titels. Zij nam eenmaal deel aan de Olympische Spelen, maar veroverde bij die gelegenheid geen medaille.

## Loopbaan

### Nederlands deel
Haar eerste succes boekte Derby in 1978 door Nederlands indoorkampioene te worden op de 60 m. Op 6 oktober 1979 verbeterde ze in Leiden met haar teamgenotes Lilian van der Ham, Conny Vermazen en Tilly Jacobs het Nederlandse record op de 4 x 200 m voor clubteams tot 1.36,8. In 1983 won ze haar eerste Nederlandse outdoortitel, namelijk op de 200 m. Deze titel behaalde ze opnieuw in 1985.
In 1986 nam Derby deel aan de EK in Stuttgart, waar zij voor Nederland uitkwam op de 100 en 200 m individueel. Bovendien maakte zij deel uit van het estafetteteam op de 4 x 100 m. Op de individuele afstanden kwam zij niet verder dan de series respectievelijk halve finales, maar op de 4 x 100 m bereikte zij de finale, waarin zij samen met Nelli Cooman, Marjan Olyslager en Els Vader zevende werd.
Gedurende het Nederlandse deel van haar atletiekloopbaan kwam Martha Derby uit voor de Haagse atletiekvereniging AV Sparta.

### Zwitsers deel
Na haar huwelijk en overgang naar Zwitserland kwam Martha Grossenbacher-Derby uit voor haar nieuwe vaderland. Op nationaal niveau was zij zeer succesvol en veroverde zij op de verschillende sprintafstanden bij elkaar nog eens acht nationale titels, waarvan drie outdoor en vijf indoor. Daarnaast was zij tussen 1987 en 1994 op vrijwel alle grote internationale toernooien voor Zwitserland van de partij, inclusief de Olympische Spelen van 1992 in Barcelona. Haar beste prestaties op internationaal niveau leverde zij als lid van de Zwitserse 4 x 400 m estafetteploeg. Zowel in 1990 als in 1994 werd zij met haar ploeggenotes bij de EK zesde. Individueel sprong haar zevende plaats op de 60 m tijdens de EK indoor van 1992 in Genua eruit.

## Kampioenschappen

### Nederlandse kampioenschappen
Outdoor
| Onderdeel | Jaar       |
| --------- | ---------- |
| 200 m     | 1983, 1985 |

Indoor
| Onderdeel | Jaar |
| --------- | ---- |
| 60 m      | 1978 |
| 200 m     | 1983 |

### Zwitserse kampioenschappen
Outdoor
| Onderdeel | Jaar       |
| --------- | ---------- |
| 100 m     | 1987       |
| 400 m     | 1987, 1989 |

Indoor
| Onderdeel | Jaar                   |
| --------- | ---------------------- |
| 60 m      | 1987, 1989, 1992, 1994 |
| 200 m     | 1987                   |

## Persoonlijke records
Outdoor
| Onderdeel | Prestatie | Datum            | Plaats       |
| --------- | --------- | ---------------- | ------------ |
| 100 m     | 11,64     | 27 juli 1986     | Bazel        |
| 200 m     | 23,50     | 12 juli 1986     | Amsterdam    |
| 400 m     | 52,19     | 11 augustus 1989 | Sankt Gallen |

Indoor
| Onderdeel | Prestatie | Datum           | Plaats     |
| --------- | --------- | --------------- | ---------- |
| 60 m      | 7,34      | 5 februari 1989 | Magglingen |
| 200 m     | 24,01     | 7 februari 1988 | Karlsruhe  |

## Palmares

### 60 m
- 1978:  NK indoor - 7,3 s
- 1980:  NK indoor - 7,56 s
- 1983:  NK indoor - 7,52 s
- 1984:  NK indoor - 7,47 s
- 1985:  NK indoor - 7,56 s
- 1986:  NK indoor - 7,45 s
- 1987:  Zwitserse indoorkamp. - 7,55 s
- 1987: 6e in ½ fin. EK indoor – 7,44 s (in serie 7,41 s)
- 1987: 6e in ½ fin.  WK indoor – 7,54 s
- 1989:  Zwitserse indoorkamp. - 7,34 s
- 1989: 8e EK indoor – 7,42 s (in serie 7,40 s)
- 1992:  Zwitserse indoorkamp. - 7,27 s
- 1992: 7e EK indoor – 7,40 s (in  ½ fin. 7,35 s)
- 1994:  Zwitserse indoorkamp. - 7,41 s
- 1994: 4e in serie EK indoor – 7,53 s

### 100 m
- 1978:  NK - 12,18 s
- 1980:  NK - 12,14 s
- 1982:  NK - 11,97 s
- 1983:  NK - 11,88 s
- 1984:  NK - 11,99 s
- 1986:  NK - 11,65 s
- 1986: 8e in serie EK in Stuttgart - 11,65 s
- 1987:  Zwitserse kamp. - 11,68 s

### 200 m
- 1982:  NK - 24,25 s
- 1983:  NK indoor - 25,23 s
- 1983:  NK - 23,79 s
- 1985:  NK - 23,40 s (+6,23 m/s)
- 1986:  NK - 23,68 s
- 1986: 8e in ½ fin. EK - 23,81 s (in serie 23,67 s)
- 1987:  Zwitserse indoorkamp. - 24,54 s

### 400 m
- 1987:  Zwitserse kamp. - 53,18 s
- 1989:  Zwitserse kamp. - 52,19 s
- 1990: 7e in ½ fin. EK – 53,57 s (in serie 52,76 s)
- 1991: DNS ¼ fin. WK (in serie 53,77 s)

### 4 x 100 m
- 1986: 7e EK - 44,38 s

### 4 x 400 m
- 1990: 6e EK – 3.29,94
- 1991: 5e in serie WK – 3.30,32
- 1992: 5e in ½ fin. OS - 3.31,26
- 1994: 6e EK – 3.28,78